# دیوید بارنت

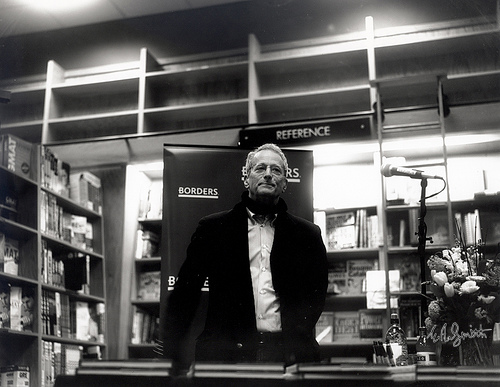
دیوید بارنت

یکی از عکس های دیوید بارنت

دیوید بارنت (به انگلیسی: David Burnett) زاده ۱۹۴۶ سالت‌لیک‌سیتی ایالت یوتا ایالات متحده آمریکا می‌باشد. وی یک عکاس-خبرنگار است.  در خلال انقلاب ۱۳۵۷ ایران عکس‌های گرفته‌شده او از صحنه‌های انقلاب به تعداد زیادی در مجله تایم منتشر گردید. از جمله این عکس‌ها نگاره سید روح‌الله خمینی (رهبر انقلاب ۱۳۵۷ ایران) بود که به عنوان مرد سال این مجله گزیده شد. دیوید بارنت در سال ۱۹۶۸ از دانشگاه کلرادو دانش آموخته گردید و کارش را با مجله‌های لایف و تایم آغاز کرد. نخست او در ایالات متحده آمریکا و بعدها کارش را در ویتنام ادامه داد. پس از کار در ویتنام او به آژانس گاما در فرانسه پیوست و ۲ سال در آنجا مشغول به کار بود.  او در زمینه‌های مختلفی از جمله خبری، اجتماعی، منظره، ورزشی و حتی علمی عکاسی می‌کند و به عنوان عکاسی که از هیچ ماموریتی دست خالی بر نمی‌گردد معروف است. جوایز متعدد دیوید بارنت شامل جایزه عکاس مجله سال از سوی Picture of The Year، World Press Photo و جایزه رابرت کاپا می‌شود، عکس‌های درخشان او جوایز بسیار دیگری را نیز تا کنون از مسابقات عکاسی سراسر جهان نصیب وی کرده‌اند. 